# Perifant
Perifant (en grec antic Περίφας), va ser, segons la mitologia grega, un rei molt antic de l'Àtica, anterior a Cècrops, i conegut per la seva pietat i la seva justícia.
Era molt devot d'Apol·lo, a qui construí diversos santuaris. Els homes, per la seva bondat, li van erigir un temple i l'obeïen com un déu, i l'adoraven amb el nom de Zeus. Zeus es va enfadar, i va pensar a convertir Perifant i la seva casa en cendres, fulminant-los amb un llamp. Però Apol·lo va suplicar Zeus, i aquest es va deixar convèncer. Va transformar Perifant en àliga i a la dona de Perifant en un falcó. Per compensar-lo per la seva pietat li va concedir poder sobre tots els ocells i li encarregà de dur el seu propi ceptre, associant-lo al seu culte.